# Avalanche (chanson de Leonard Cohen)
Pour les articles homonymes, voir Avalanche (homonymie).
Avalanche est une chanson de Leonard Cohen sortie en 1971 dans son troisième album Songs of Love and Hate.
Les paroles sont basées sur un poème qu'il avait écrit. Il a reconnu dans une interview en 1992 avec Paul Zollo que son « chop », son jeu de guitare rapide et syncopé, était à l'origine de plusieurs de ses premières chansons, dont Avalanche.

## Reprises
Le groupe Nick Cave and the Bad Seeds a enregistré une reprise de la chanson dans l'album From Her to Eternity, sorti en 1984. En 2015, en tant qu'artiste solo, Nick Cave reprend Avalanche pour la saison 2 de la série Black Sails.
Jean-Louis Murat en fait la reprise en français pour l'album "I'm your fan" produit par le magazine Les Inrockuptibles en 1991.
Aimee Mann en fit une reprise pour le générique d'ouverture de la série télévisée I'll Be Gone in the Dark (2020).
Ghost a enregistré en 2018 une reprise hard rock d'Avalanche pour l'album Prequelle.